# Fausto

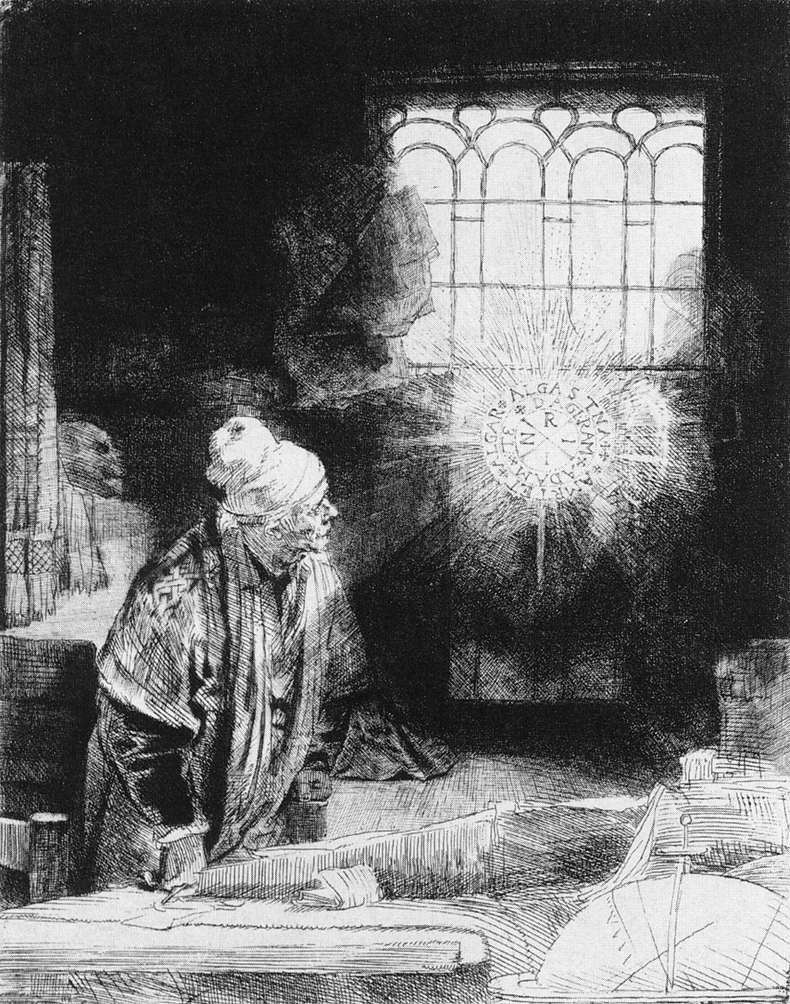
Fausto, grabado de Rembrandt (c. 1650).

Fausto es el protagonista de la leyenda clásica alemana del mismo nombre. Se trata de un hombre inteligente y de mucho éxito, pero también insatisfecho con su vida, por lo que hace un pacto con el diablo en un cruce de caminos, entregando su alma a cambio de conocimiento y placeres mundanos ilimitados. 
La leyenda de Fausto, que remite directamente al tema de Job (el justo que sufre injustamente), es la base de muchas obras literarias, artísticas, cinematográficas y musicales que la han reinterpretado a través de los años. «Fausto» y el adjetivo «fáustico» implican una situación en la que una persona ambiciosa renuncia a la integridad moral para alcanzar el poder y el éxito durante un plazo limitado.
El Fausto de los primeros libros —así como las baladas, obras de teatro, películas y obras de títeres que surgieron de ellos— está irremediablemente condenado porque prefiere el conocimiento humano al divino: «Dejó las Sagradas Escrituras detrás de la puerta y debajo del banco, se negó a ser llamado doctor en teología y prefirió en cambio ser llamado doctor en medicina». Las obras de teatro y marionetas cómicas basadas liberalmente en esta leyenda fueron populares en toda Alemania en el siglo XVI, reduciendo a menudo a Fausto y a Mefistófeles a figuras para la diversión vulgar. La historia fue popularizada en Inglaterra gracias a Christopher Marlowe, que la trató de forma clásica en su obra The Tragical History of Doctor Faustus (La trágica historia del doctor Fausto, cuya fecha de publicación es discutida, pero probablemente sea alrededor de 1587). En la reelaboración que Goethe hizo de la historia más de dos siglos después, Fausto se convierte en un intelectual insatisfecho que anhela «algo más que carne y bebida terrenales» en su vida.

## Fuentes

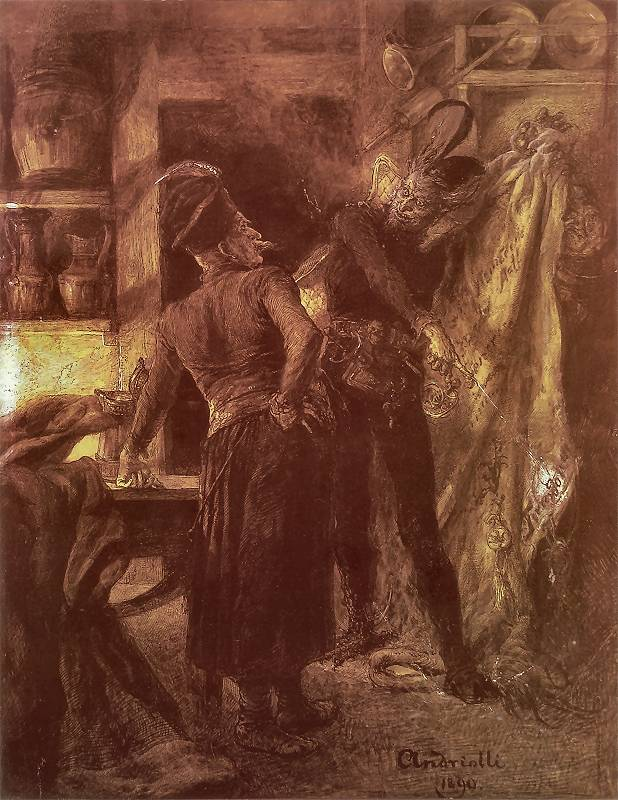
Pan Twardowski y el diablo, por Michał Elwiro Andriolli. La leyenda del folclore polaco guarda muchas similitudes con la historia de Fausto.

## Fausto literalizado y musicalizado

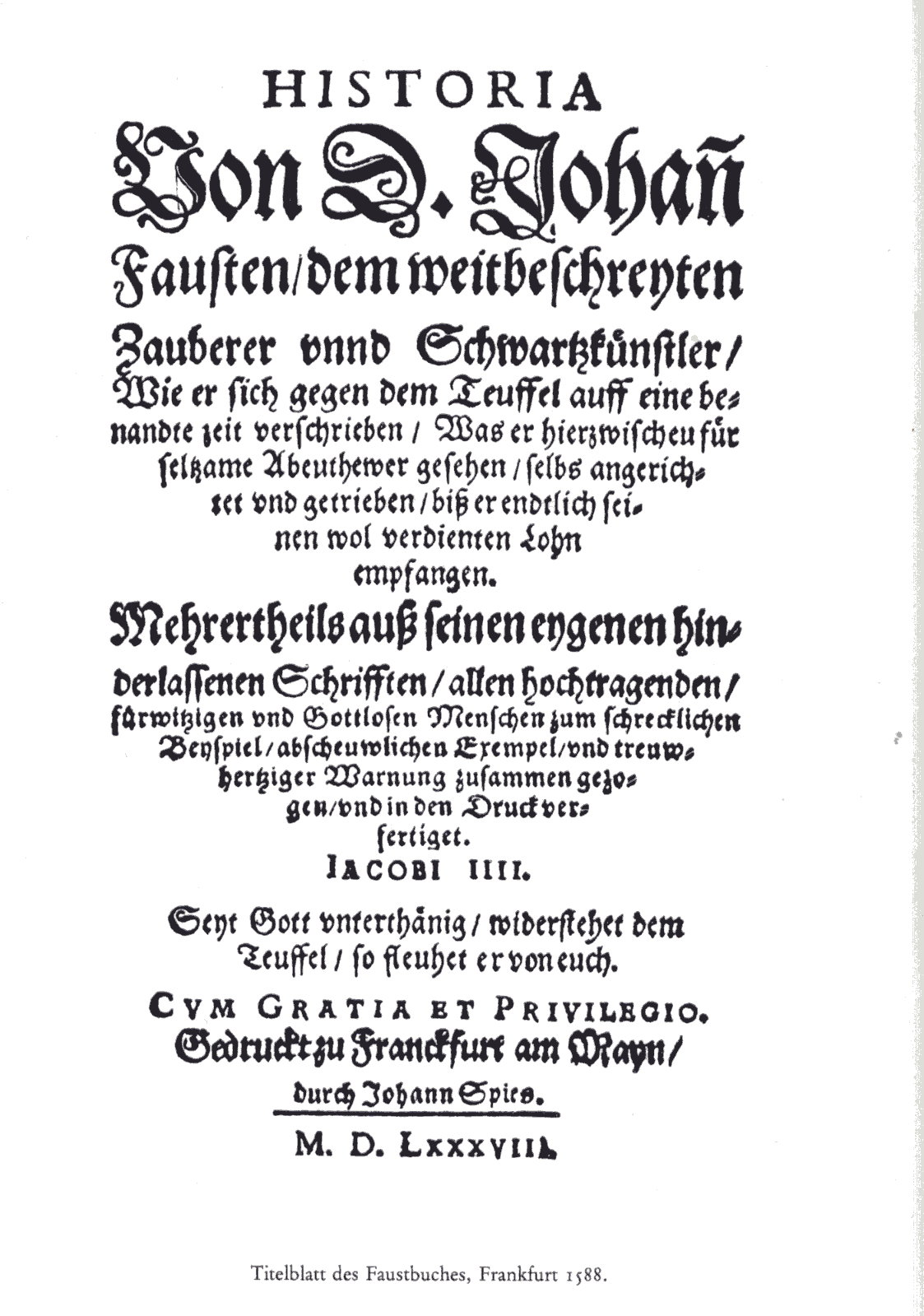
Portada de una edición del Volksbuch de 1588.

En 1587 el librero Johann Spies de Fráncfort publicó Historia von D. Johann Fausten, de un autor anónimo proveniente de Espira. Esta versión es conocida como «el Fausto de Spies» o Volksbuch (libro popular). Aunque no destaca por su calidad literaria, la obra tuvo una gran acogida por parte del público, por lo que fue traducida pronto a otros idiomas. Es considerada la primera manifestación literaria del mito fáustico. En el Volksbuch se narra cómo el doctor Johann Fausten, teólogo y practicante de magia negra, invoca al Diablo para tratar de someterlo a sus órdenes. Por medio de un pacto,  Mefistófeles, demonio súbdito del Diablo, accede a obedecer y dar información de todo aquello que intrigue a Fausto durante veinticuatro años, al término de los cuales el alma de este será propiedad del Diablo. Durante esos años, Fausto oscila entre los excesos mundanos y el arrepentimiento; sin embargo, el Diablo nunca le permite llegar al arrepentimiento completo, amenazándolo y atemorizándolo, por lo que, pasados los veinticuatro años, Fausto muere de una manera violenta y es llevado al infierno. Un rasgo particular del Fausto de Spies es la presencia constante de un tono moralizador. En su «Prólogo al lector cristiano», y a través de las abundantes citas bíblicas y las amonestaciones presentes a lo largo de toda la narración de las andanzas de Fausto, parece ser evidente la necesidad de justificar la publicación de una obra que trataba temas delicados para la moral de la época y que invitaban probablemente al morbo del público a deleitarse, por lo que, seguramente, desde antes de su publicación ya se antojaba como un futuro éxito de ventas.
Pese a que la edición de 1587 de Spies es, sin lugar a dudas, la más difundida y conocida, existe también un manuscrito del Volksbuch que fue hallado en el siglo XIX en la Herzog August Bibliothek, una de las bibliotecas más importantes de Europa, localizada en Wolfenbüttel. Este manuscrito, conocido comúnmente como Wolfenbüttler Handschrift, fue publicado por primera vez en 1892 por su descubridor, el bibliotecario Gustav Milchsack (1850-1919), quien sostenía que el manuscrito data de alrededor de 1580. Se supone que también pudo escribirse originalmente en latín en 1570, para ser traducido algunos años después al alemán, quizá en 1575. El Wolfenbüttler Handschrift difiere principalmente del Volksbuch de Spies en que no contiene el «Prólogo al lector cristiano».
Tan solo algunos meses después de haber sido publicado el Fausto de Spies, se preparaba ya en la ciudad de Tubinga una versión rimada del Volksbuch, conocida hoy como Tübinger Reim-Faust. Había sido tan grande el éxito comercial que tuvo Spies con su publicación que Alexander Hock, impresor y editor en Tubinga, decidió intentar algo similar, por lo que encargó a Johannes Feinaug, estudiante de teología en la universidad de esa ciudad, que compusiera una versión rimada del Volksbuch que estuviera lista antes de terminar el año de 1587. La obra no fue publicada hasta el 7 de enero de 1588. La versión de Feinaug tampoco destaca por su calidad estética; sin embargo, tomando en cuenta la rapidez con que realizó el encargo, se puede decir que hizo un «milagro». No obstante, la publicación fue un fracaso editorial, pues no obtuvo por parte del público la respuesta que Hock había previsto, y, aún más, él y Feinaug fueron llevados a prisión por no haber cumplido, en su carrera contra el tiempo, con los estatutos de censura que la universidad imponía antes de la publicación de cualquier libro. Es probable que, además del castigo con cárcel, la mayor parte de los ejemplares fueran destruidos, de tal forma que hoy solo se conserva un único ejemplar en la Biblioteca Real de Copenhague.

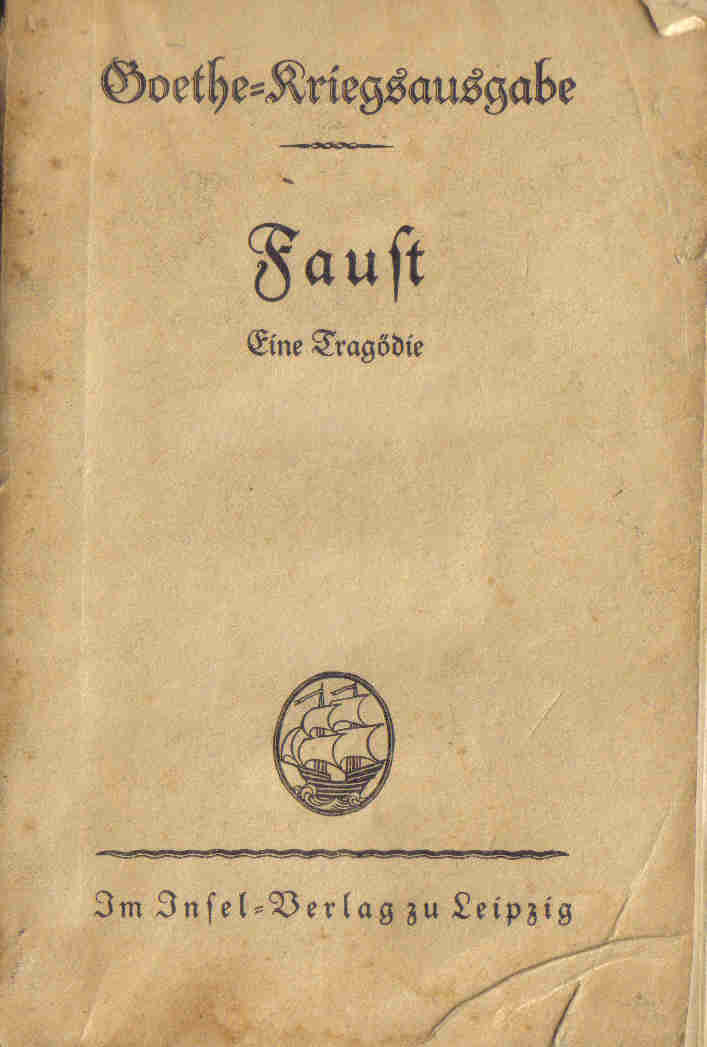
Portada del Fausto de Goethe. Leipzig, 1832.

En 1592 (cuatro años después de que Spies publicara la Historia von D. Johann Fausten) Christopher Marlowe (1564-1593, joven escritor contemporáneo de William Shakespeare) escribió el drama The Tragicall History of Dr. Faustus, basado en la traducción inglesa de la Historia. El Fausto de Marlowe comparte con el de Spies varios aspectos morales medievales, tales como su aspecto general de obra edificante y las alegorías sobre la muerte, el Juicio final y el infierno; o como un desfile de los Siete pecados capitales. No obstante, en otros aspectos, su Fausto es declaradamente renacentista  en cuanto a la utilización de elementos del teatro clásico, como el coro; o también por la profundidad psicológica con que Marlowe retrata a su protagonista, un Fausto con una personalidad humanista, renacentista.
El enciclopedista y escritor alemán Gotthold Ephraim Lessing fue el primero en pensar que el personaje se redimiera, en un drama del que solo se conoció un fragmento en 1760.
Ese mismo rumbo tomó Goethe en su célebre Fausto. La primera parte de este poema dramático se conoció en 1808; la segunda se publicó póstumamente en 1832. La obra de Goethe es probablemente la más influyente de toda la tradición fáustica, así como una de las obras cumbres de la literatura alemana. Fausto es un hombre sabio insatisfecho por la limitación de su conocimiento e incapaz de ser feliz. Entonces se le aparece Mefistófeles para ofrecerle los placeres de la vida y realiza con él un pacto en el que accede a venderle al Diablo su alma a cambio de juventud hasta que muera. Juntos recorrerán un largo camino en el que otros padecerán la falta de responsabilidad del personaje principal y que culminará con la muerte de Fausto a una avanzada edad. Algunos de sus temas fundamentales son la juventud eterna, la libertad, la salvación a través del eterno femenino (representado sobre todo por Margarita al final de la obra), las relaciones entre el bien y el mal, la moral, los límites de la naturaleza humana, etc.
En 1831 Richard Wagner compuso siete canciones para la primera parte del Fausto de Goethe.
En 1829 el escritor alemán Christian Dietrich Grabbe publica Don Juan und Faust, obra de teatro en cuatro actos en la que hace coincidir a estos dos personajes de la literatura universal, que representarían, respectivamente, el espíritu mediterráneo y el espíritu nórdico.
Berlioz y su libretista, Gerardo Gandonniere, decidieron en 1846 que Fausto se quedara en el infierno a cambio de la salvación del alma de su amada Margarita, ambigua escena en la que puede entenderse que el mago de todos modos se redime.
En 1859 Charles Gounod compuso una ópera llamada Faust; el libreto, escrito por Jules Barbier y Michel Carré, está basado en el Fausto de Goethe. En 1866 esta ópera se representó en el primer Teatro Colón de Buenos Aires. Ese mismo año el poeta argentino Estanislao del Campo escribió su Fausto criollo, un poema humorístico en el que un gaucho, Anastasio El Pollo, cuenta a otro llamado don Laguna sus impresiones durante su asistencia a la representación de la ópera de Gounod en el Teatro Colón. Este poema se considera fundador de la literatura gauchesca en Argentina.
El 21 de octubre de 1897 se representó esta ópera como acto de inauguración del Teatro Nacional de Costa Rica en la ciudad de San José.
En 1926 la película Fausto, un clásico del cine mudo, dirigida por Friedrich Wilhelm Murnau y protagonizada por Gösta Ekman como Fausto, Emil Jannings como Mefistófeles, Camilla Horn como Gretchen/Marguerite. El director se basó en los cuentos tradicionales de la figura de Fausto recogidos en la versión de los clásicos de Goethe.
En 1947 el escritor Thomas Mann publica la novela Doktor Faustus, historia de un músico que vende su alma al diablo para superarse en su arte, paralela a la «venta» intelectual y cultural de Alemania al nacionalsocialismo.
En 1978 la cantante Amanda Lear publica su álbum Sweet revenge, en el que se incluye la canción Follow me, cuya letra dice "Faust was right, have no regrets. Give me your soul, I'll give you life and all the things you want to get (...)".
En 1990 Terry Pratchett crea su propia versión, en forma de parodia, a la que titula Eric, título precedido por el nombre de Fausto tachado. Es una adaptación a la época contemporánea y está enmarcada en su serie de fantasía Mundodisco.
En 2011 se estrena la serie de anime Puella Magi Madoka Magica, la cual se basa en parte en este personaje; además tiene diversas referencias a su versión dramática, tales como pasajes o conceptos.

## Selección de novelas, relatos, poemas y cómics adicionales
- El diablo y Tom Walker (1824) de Washington Irving
- Fausto (1855) novela de Ivan Turgenev
- El zapatero y el diablo (1863) de August Šenoa
- Fausto (1866) de Estanislao del Campo
- El retrato de Dorian Gray (1891) de Oscar Wilde
- Fausto (1980) de Robert Nye
- Mefisto (1986) de John Banville
- Eric (1990) de Terry Pratchett
- Jack Faust (1997) de Michael Swanwick
- Waves (2009) novela de Ogan Gurel
- Frau Faust (2014-actualidad) de Kore Yamazaki
- Cartel de almas (2014-2017) de Haram y Youngji Kim
- Dientes en la niebla (2019) de Dawn Kurtagich
- Este gobernante (2019) novela de Mark Duff (personaje: Dr. Stufa un anagrama de Fausto)
- Faz & Mef And Some Christmas-Card Stories (2020) cuento de John Thomas (Fausto como joven estudiante de química, que se propone alimentar al mundo)

## Adaptaciones cinematográficas

### Primeras películas
- Fausto, una oscura película muda estadounidense (ahora perdida) de 1921 dirigida por Frederick A. Todd.[14]
- Fausto, película muda británica de 1922, de 14 minutos de duración, dirigida por Challis Sanderson.[15]
- Fausto, película muda francesa de 1922 dirigida por Gérard Bourgeois, considerada la primera película en 3D de la historia.[15]

### Fausto de Murnau
F. W. Murnau, director del clásico Nosferatu, dirigió una versión muda de Fausto que se estrenó en 1926. La película de Murnau contaba con efectos especiales notables para la época. Muchas de estas tomas son impresionantes hoy en día.
En una de ellas, Mefisto se eleva sobre una ciudad con sus oscuras alas desplegadas, mientras la niebla trae la peste. En otra, una extensa secuencia de montaje muestra a Fausto, montado detrás de Mefisto, cabalgando por los cielos, y la vista de la cámara, que se abalanza a través de fondos panorámicos que cambian rápidamente, pasa por montañas nevadas, altos promontorios, acantilados y cascadas.
En la versión de Murnau del cuento, el envejecido y barbudo erudito y alquimista, ahora desilusionado —por el fracaso palpable de su antídoto, un líquido oscuro en una ampolla, una supuesta cura para las víctimas de su pueblo asolado por la peste—, Fausto renuncia a sus muchos años de duro trabajo y estudios de alquimia. Se aprecia esta desesperación al ver cómo arrastra todos sus volúmenes atados por los brazos a una pira creciente; tiene la intención de quemarlo todo. Pero llega un viento, desde fuera de la pantalla, que hace girar unas cuantas hojas cabalísticas, hojas que aún no están en llamas, una y otra que acaban llamando la atención de Fausto. Sus palabras contienen una receta sobre cómo invocar las temibles fuerzas oscuras.
Después de que Fausto siga estas recetas, vemos cómo empieza a poner en práctica los protocolos místicos: en una colina, solo, invocando a Mefisto, ciertas fuerzas comienzan a reunirse, y Fausto, en un estado de creciente inquietud, duda y empieza a retirarse; huye por un camino sinuoso y tortuoso, volviendo a sus habitaciones de estudio. En las pausas de esta retirada, sin embargo, se encuentra con una figura que reaparece. En cada ocasión se quita el sombrero en señal de saludo, es Mefisto, que se enfrenta a él. Mefisto supera la reticencia de Fausto a firmar un pacto vinculante de larga duración con la invitación de que Fausto puede probar estos poderes, solo por un día, y sin obligación de plazos más largos. Llega el final de ese día, habiéndose agotado las arenas de las veinticuatro horas, después de que Fausto haya recuperado la juventud y, ayudado por su criado Mefisto a raptar a una hermosa mujer en su banquete de bodas, Fausto se siente tan tentado que acepta firmar un pacto para la eternidad (es decir, cuando, en su debido momento, se le acabe el tiempo). Finalmente Fausto se aburre de la búsqueda del placer y regresa a casa, donde se enamora de la bella e inocente Gretchen. Su corrupción (permitida, o encarnada, a través de las formas de Mefisto) acaba arruinando la vida de ambos, aunque al final todavía hay una posibilidad de redención.
Las similitudes con el Fausto de Goethe incluyen la clásica historia de un hombre que vendió su alma al Diablo, el mismo Mefisto apostando con un ángel para corromper el alma de Fausto, la plaga enviada por Mefisto a la pequeña ciudad de Fausto, y el conocido cliffhanger con Fausto incapaz de encontrar una cura para La Plaga, y por lo tanto recurriendo a Mefisto, renunciando a Dios, al ángel y a la ciencia por igual.

### La Beauté du diable(The Beauty of the Devil)
En español, La belleza del Diablo; dirigida por René Clair, 1950. Una adaptación algo cómica con Michel Simon como Mefistófeles/Fausto de viejo, y Gérard Philipe como Fausto transformado en joven.

### Phantom of the Paradise
En español, El fantasma del paraíso; dirigida por Brian DePalma, 1974. Un vanidoso empresario del rock, que ha vendido su alma al Diablo a cambio de la eterna juventud, corrompe y destruye a un brillante pero fracasado compositor y a una bella ingenua.

### Mephisto
Dirigida por István Szabó, 1981. Un actor en la Alemania de los años 30 se alinea con el partido nazi por prestigio.

### Lekce Faust (Fausto)
Dirigida por Jan Švankmajer, 1994. El material de partida de la película de Švankmajer es la leyenda de Fausto; además de las versiones tradicionales checas de los espectáculos de marionetas, esta producción cinematográfica utiliza diversos formatos cinematográficos, como la animación fotográfica en stop-motion y la plastilina.

### Faust
Dirigida por Aleksandr Sokurov, 2011. Película en alemán protagonizada por Johannes Zeiler, Anton Adasinsky e Isolda Dychauk.

### American Satan
Dirigida por Ash Avildsen, 2017. Un recuento moderno del rock and roll de la leyenda de Fausto protagonizado por Andy Biersack como Johnny Faust.

### El último Fausto
Dirigida por Philipp Humm, 2019. Un largometraje de arte contemporáneo basado directamente en Fausto, Primera Parte y Fausto, Segunda Parte de Goethe. La película es la primera versión filmada de Fausto, I y Fausto, II, así como una parte del Gesamtkunstwerk de Humm, un proyecto artístico con más de 150 obras de arte diferentes como pinturas, fotos, esculturas, dibujos y una novela ilustrada.

## En psicoterapia
La terapia psicodinámica utiliza la idea de una negociación fáustica para explicar los mecanismos de defensa, normalmente arraigados en la infancia, que sacrifican elementos del yo a favor de alguna forma de supervivencia psíquica. Para el neurótico, el abandono de su genuino yo sentimental en favor de un falso yo más susceptible de ser atendido puede ofrecer una forma de vida viable, pero a expensas de sus verdaderas emociones y afectos. Para el psicótico un trato fáustico con un yo omnipotente puede ofrecer el refugio imaginario de un retiro psíquico al precio de vivir en la irrealidad.